# Wieniec sonetów (forma wersyfikacyjna)

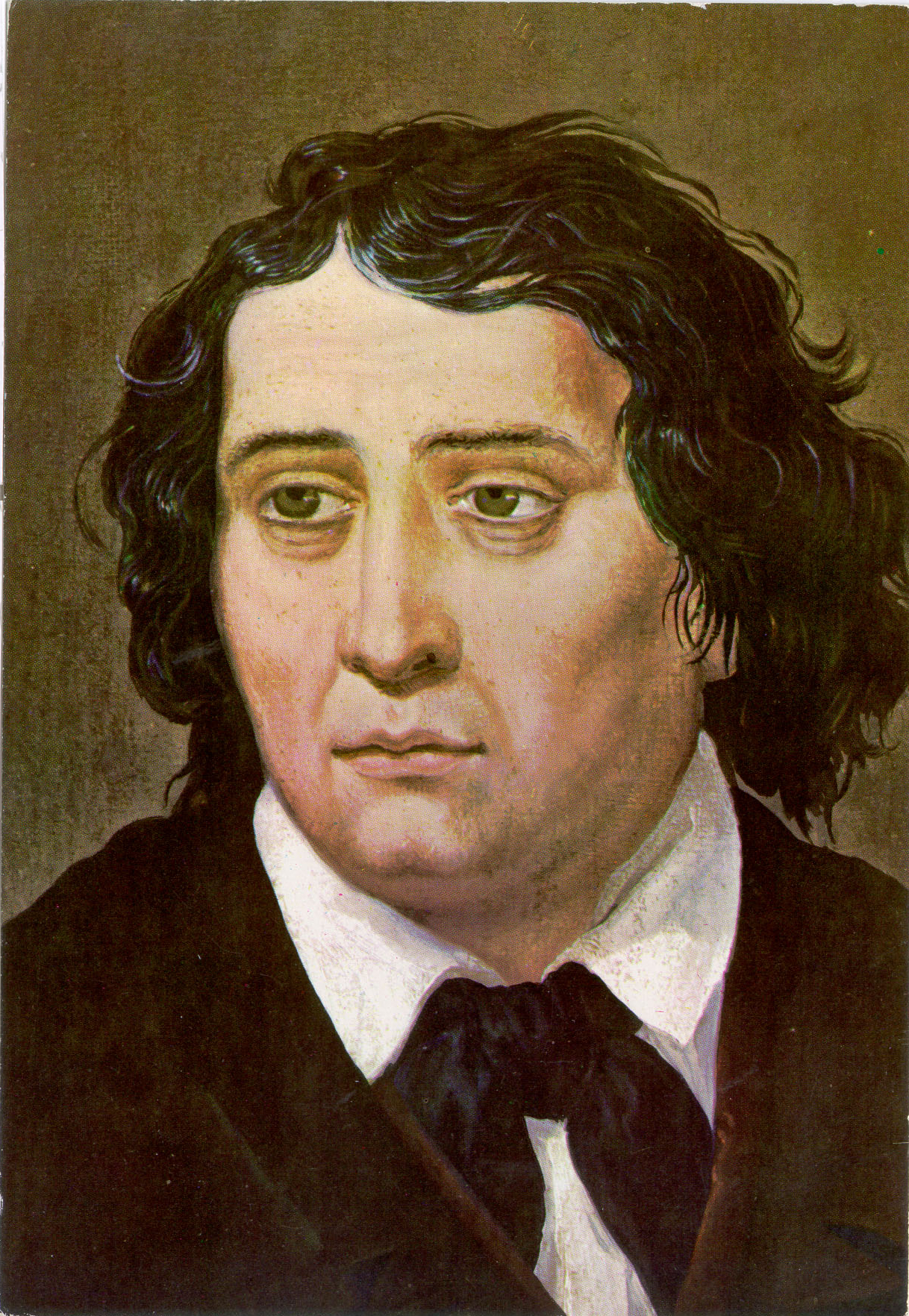
France Prešeren

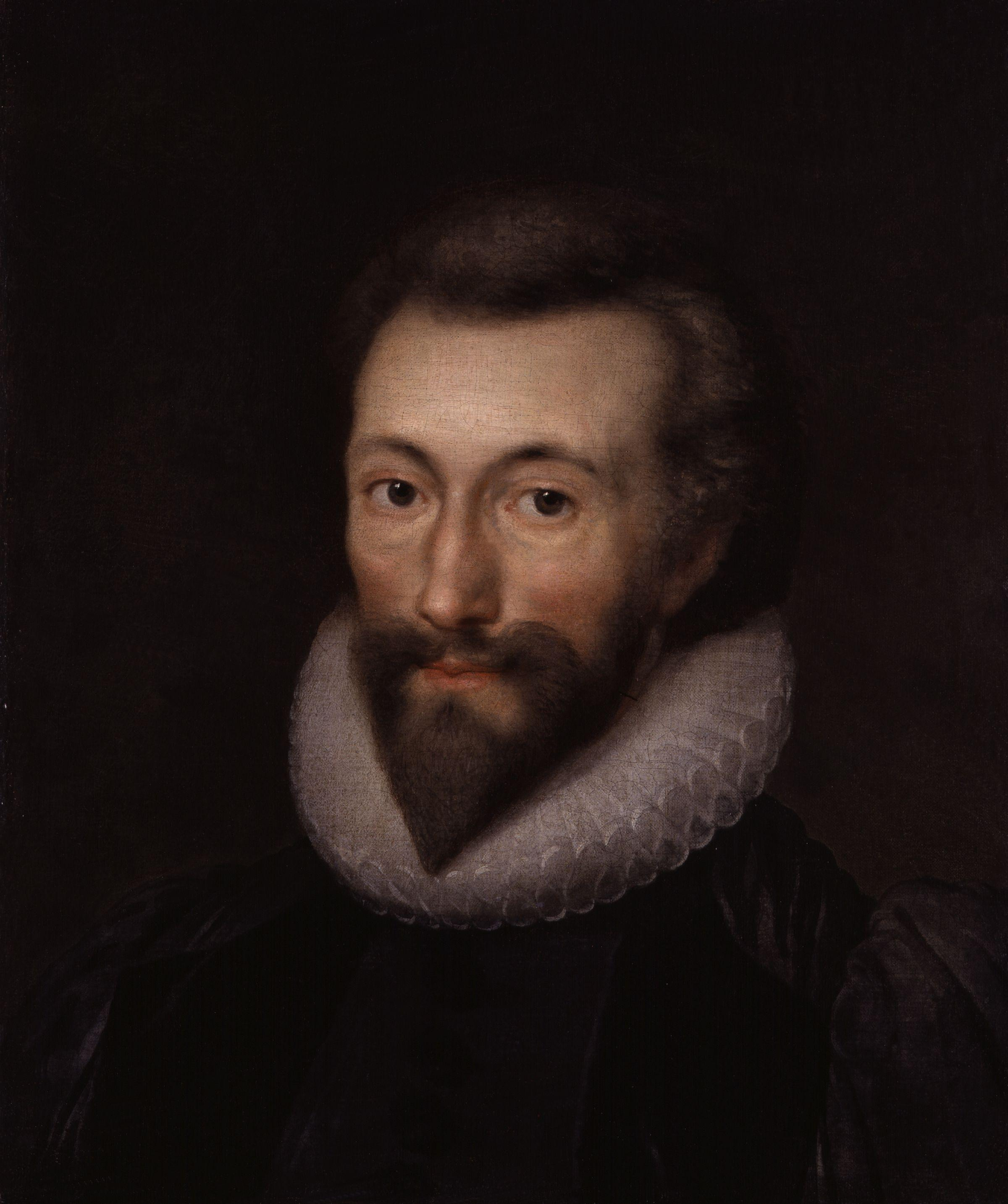
John Donne, Angielski poeta metafizyczny

Wieniec sonetów – cykl sonetów, w którym utwory są ze sobą połączone powtarzaniem wersów. Wers ostatni pierwszego sonetu powtarza się jako wers pierwszy następnego utworu, albo pierwsze wersy czternastu kolejnych sonetów tworzą jeszcze jeden sonet, nazywany mistrzowskim. Wieńce sonetów liczą od kilku do piętnastu utworów. Znanymi przykładami w literaturze polskiej są Harmonia Antoniego Słonimskiego i Więcierze Kazimierza Andrzeja Jaworskiego. Słoweński poeta romantyczny France Prešeren też napisał Wieniec sonetów. W Anglii wieniec składający się z siedmiu utworów napisał John Donne. Z niego pochodzą te dwa utwory:
Deign at my hands this crown of prayer and praise,
Weaved in my lone devout melancholy,
Thou which of good hast, yea, art treasury,
All changing unchanged Ancient of days.
But do not with a vile crown of frail bays
Reward my Muse's white sincerity;
But what Thy thorny crown gain'd, that give me,
A crown of glory, which doth flower always.
The ends crown our works, but Thou crown'st our ends,
For at our ends begins our endless rest.
The first last end, now zealously possess'd,
With a strong sober thirst my soul attends.
'Tis time that heart and voice be lifted high;
Salvation to all that will is nigh.
(La Corona)
Salvation to all that will is nigh;
That All, which always is all everywhere,
Which cannot sin, and yet all sins must bear,
Which cannot die, yet cannot choose but die,
Lo! faithful Virgin, yields Himself to lie
In prison, in thy womb ; and though He there
Can take no sin, nor thou give, yet He'll wear,
Taken from thence, flesh, which death's force may try.
Ere by the spheres time was created thou
Wast in His mind, who is thy Son, and Brother;
Whom thou conceivest, conceived; yea, thou art now
Thy Maker's maker, and thy Father's mother,
Thou hast light in dark, and shutt'st in little room
Immensity, cloister'd in thy dear womb.
(Annunciation)
Wieniec sonetów Prešerena przełożyła na język polski Anna Kamieńska. Kolejny przekład tego cyklu opublikowała Katarina Šalamun-Biedrzycka. Brak informacji o przekładzie cyklu Johna Donna.
W języku angielskim funkcjonują określenia "crown of sonnets" i "heroic crown of sonnets", stosowane wobec cykli siedmioczęściowych i czternastoczęściowych lub piętnastoczęściowych. Ten ostatni typ jest też nazywany sonnet redoublé.